# بوستان گیاه‌شناسی و باغ‌وحش سینسینتی

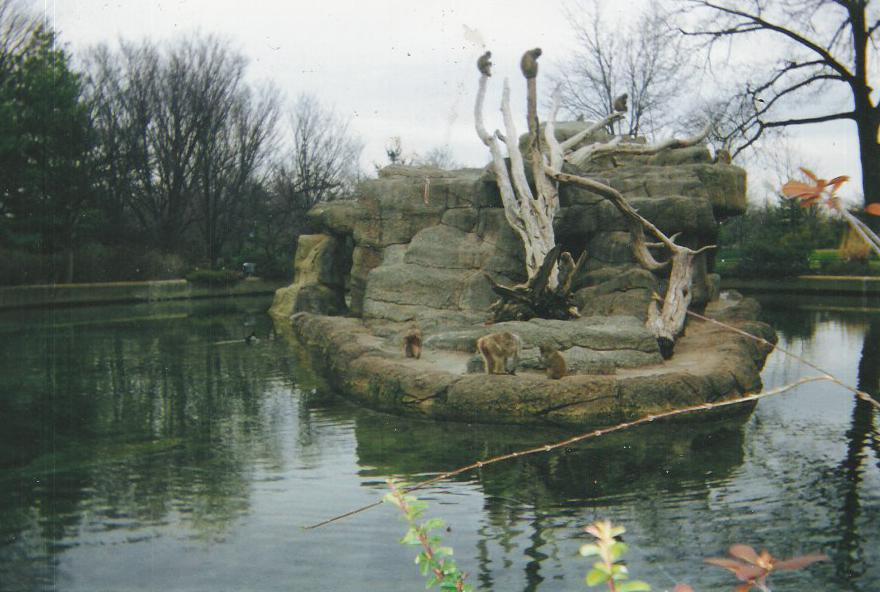

بوستان گیاه‌شناسی و باغ وحش سینسینتی (به انگلیسی: Cincinnati Zoo and Botanical Garden) تأسیس ۱۸۷۵، نام یکی از باغ وحشهای معروف ایالات متحده آمریکا است و در شهر سینسینتی قرار دارد.
این باغ وحش حاوی ۵۱۰ جاندار، و در میان ۱۰ باغ وحش برتر آمریکا قرار دارد.